# 폴리머 지폐

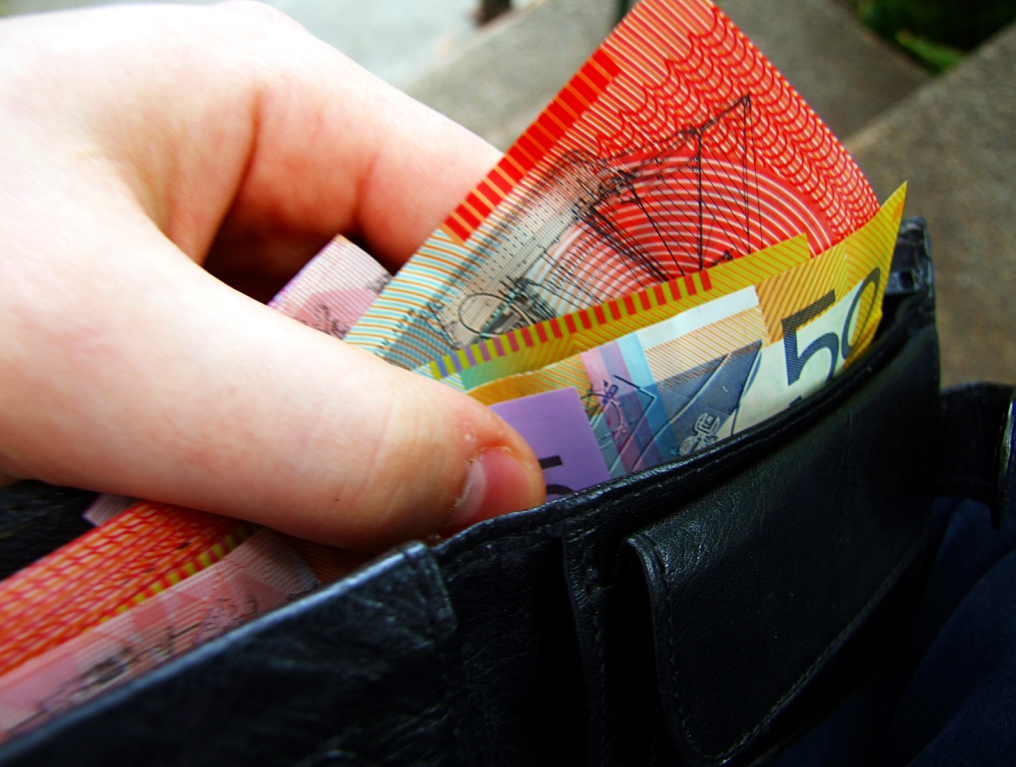
1992년부터 오스트레일리아에서 일반적으로 사용되는 폴리머 지폐.

폴리머 지폐(Polymer banknote)는 폴리머를 재료로 사용한 지폐이다. 플라스틱 지폐라고도 불린다. 오스트레일리아 준비은행(RBA)과 오스트레일리아 연방과학원(CSIRO)의 공동 개발에 의해서 만들어져 1988년에 오스트레일리아에서 통화로서 최초로 발행되었다.

## 같이 보기
- 중합체